# 广州互联网法院
广州互联网法院，是中华人民共和国广东省广州市的互联网法院。

## 沿革
在全世界第一个互联网法院杭州互联网法院运行满一年之际，2018年7月6日，中央全面深化改革委员会第三次会议审议通过《关于增设北京互联网法院、广州互联网法院的方案》，指出增设北京、广州互联网法院是司法适应互联网发展大趋势的重要举措，“要在总结推广杭州互联网法院试点经验基础上，回应社会司法需求，科学确定管辖范围，健全完善诉讼规则，构建统一诉讼平台，推动网络空间治理法治化。”
2018年7月19日，最高人民法院司法改革领导小组2018年第三次会议召开，审议通过《关于推进增设北京互联网法院、广州互联网法院工作的分工方案》。7月25日，最高人民法院贯彻落实全面深化司法体制改革推进会精神专题视频会议要求，总结推广杭州互联网法院试点经验，抓好北京、广州互联网法院设立工作。
2018年9月6日，最高人民法院印发《关于互联网法院审理案件若干问题的规定》，明确当事人对广州互联网法院作出的判决、裁定提起上诉的案件，由广州市中级人民法院审理；但互联网著作权权属纠纷和侵权纠纷、互联网域名纠纷的上诉案件，由广州知识产权法院审理。
2018年9月17日，广州市第十五届人大常委会召开第十六次会议，任命张春和为广州互联网法院院长、审判委员会委员、审判员；任命侯向磊、田绘为广州互联网法院副院长、审判委员会委员、审判员；任命蔡培娟等10人为广州互联网法院审判员。
2018年9月28日，广州互联网法院正式挂牌成立。

## 管辖
根据最高人民法院印发的《关于互联网法院审理案件若干问题的规定》，广州互联网法院集中管辖广州市辖区内基层人民法院有管辖权的下列涉互联网一审案件：
- （一）通过电子商务平台签订或者履行网络购物合同而产生的纠纷；
- （二）签订、履行行为均在互联网上完成的网络服务合同纠纷；
- （三）签订、履行行为均在互联网上完成的金融借款合同纠纷、小额借款合同纠纷；
- （四）在互联网上首次发表作品的著作权或者邻接权权属纠纷；
- （五）在互联网上侵害在线发表或者传播作品的著作权或者邻接权而产生的纠纷；
- （六）互联网域名权属、侵权及合同纠纷；
- （七）在互联网上侵害他人人身权、财产权等民事权益而产生的纠纷；
- （八）通过电子商务平台购买的产品，因存在产品缺陷，侵害他人人身、财产权益而产生的产品责任纠纷；
- （九）检察机关提起的互联网公益诉讼案件；
- （十）因行政机关作出互联网信息服务管理、互联网商品交易及有关服务管理等行政行为而产生的行政纠纷；
- （十一）上级人民法院指定管辖的其他互联网民事、行政案件。

## 机构设置
广州互联网法院共设8个内设机构，分别是：
- 立案庭（诉讼服务中心）
- 综合审判一庭
- 综合审判二庭
- 综合审判三庭
- 政治处（机关党委）
- 执行局
- 综合办公室（司法警察大队）
- 审判管理办公室（研究室）

## 人员[7]
该院共有政法专项编制100名，设院长1名、副院长3名。其中，立案庭（诉讼服务中心）、综合审判一庭、综合审判二庭、综合审判三庭等4个主要审判业务部门庭长由主审法官兼任，不设副庭长。在首批入额的13名法官中，硕士以上学历约占70%，院领导、员额法官平均年龄分别为45岁和36岁，是全国三家互联网法院中人员平均年龄最年轻的法院。

## 历任领导[9]
| 院长 - 张春和（2018年9月17日—） 副院长 - 侯向磊（2018年9月17日—） - 田绘（2018年9月17日—） - 邵山（2020年12月30日—） | 党组书记 - 张春和（2018年9月17日—） 执行局局长 - 赖俊斌（2019年5月29日—） |

## 知名案例
2018年10月25日，广州互联网法开庭审理郑某诉浙江天猫供应链管理有限公司网络购物合同纠纷案，成为该院成立后首起公开开庭审理并当庭宣判的案件。
2019年3月1日，广州互联网法院公开开庭审理一起网络传播权纠纷案，期间首次试用5G远程技术庭审并当庭达成调解协议。